# Синельниково (Харьковская область)
Синельниково (укр. Синельникове), село,
Червоноармейский Первый сельский совет,
Волчанский район,
Харьковская область, Украина.
Код КОАТУУ — 6321688707. Население по переписи 2001 года составляет 311 (143/168 м/ж) человек.

## Географическое положение
Село Синельниково находится между г. Волчанск и селом Лиман, в 3-х км от Печенежского водохранилища (река Северский Донец), между водохранилищем и селом расположен большой лесной массив урочище Татарское (сосна), к селу примыкает село Цегельное.

## История
- 1676 — дата основания.

## Экономика
- В селе есть молочно-товарная ферма.
- Лесничество.